# Ceratinopsis fako
Ceratinopsis fako là một loài nhện trong họ Linyphiidae.
Loài này thuộc chi Ceratinopsis. Ceratinopsis fako được Robert Bosmans & Rudy Jocqué miêu tả năm 1983.